# Kivu
Pour les articles homonymes, voir Kivu (homonymie).
1933–1962
1966–1988
Entités précédentes :
- Province orientale

Entités suivantes :
- Nord-Kivu
- Sud-Kivu
- Maniema

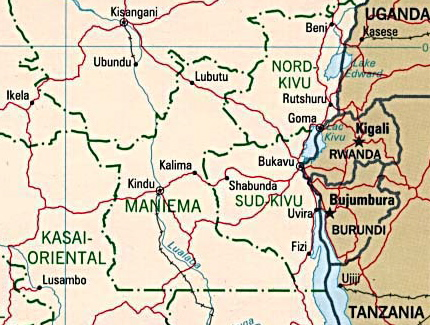
Les provinces du Kivu

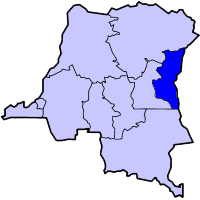
Situation des deux Kivu par rapport au reste du pays

Le Kivu (prononcé : /ki.vu/) est une région et une ancienne province de l'est de la république démocratique du Congo. Cette région fut connue au XIXe siècle sous le nom de Maniema ou Manyema.
La province exista de 1933 à 1962 (sous le nom de province de Costermansville jusque 1947, du nom de sa capitale) et de 1966 à 1988.
La province fut divisée en 1988 entre trois provinces, le Nord-Kivu, le Sud-Kivu et le Maniema.
Le Kivu est également un lac situé à la frontière entre la RDC et le Rwanda.

## Histoire
Depuis la fin de la guerre du Rwanda en 1994 qui se concrétise par la victoire de l’Armée patriotique rwandaise (APR), de Paul Kagame, sur les Forces armées rwandaises (FAR) du pouvoir hutu installé à Kigali depuis l’indépendance, les conflits régionaux se sont déportés vers le Kivu.
De nombreux massacres y ont été perpétrés entre 1996 et 2005 par différentes armées, dont celles des généraux rebelles du Rassemblement congolais pour la démocratie (RCD) Nkundabatware et Mutebesi et des Forces armées congolaises et des milices diverses, congolaises et étrangères, dont les milices réfugiées depuis 1994 qui ont perpétré le génocide au Rwanda.
Le Kivu est connu du fait de ses nombreuses ressources minérales, environnementales et fossiles dont elle regorge. Verrou d’accès entre le Grand Lac et l’Afrique centrale, le Kivu, connu pour être la capitale du « coltan » (colombite-tantalite) de l’Afrique est convoité par le Rwanda, le Burundi et l’Ouganda qui y soutiennent des rébellions et milices depuis plus de 20 ans.
La guerre du Kivu voit s'opposer les troupes rebelles du général Laurent Nkunda à l'armée congolaise et ses alliés locaux. Le mouvement politico-militaire de Nkunda est issu au départ de populations rwandophones, dites « Banyarwandas » et plus précisément de leur composante tutsie « Banyamulenge ». Son représentant, le général Laurent Nkunda, justifie la rébellion par la nécessité de protéger les Tutsis du Congo. L'aile militaire, l'Armée nationale congolaise (ANC) est soutenue par le gouvernement rwandais, en encadrement, logistique et en équipements. Elle est longtemps considérée comme la faction la mieux organisée des belligérants.
Consécutivement à un retournement d'alliances du Rwanda, Laurent Nkunda est fait prisonnier en 2009. En novembre 2013, l'armée congolaise chasse les combattants du Mouvement du 23-Mars des dernières positions qu'ils occupaient dans les montagnes du Nord-Kivu, à la frontière du Rwanda et de l'Ouganda.
La situation de troubles et de guerre civile persiste néanmoins. En février 2015, l'armée congolaise annonce une nouvelle offensive contre les rebelles hutu rwandais au Nord-Kivu.